# マックス・ボルドリー
マックス・ボルドリー（Max Baldry、1996年1月5日 - ）は、イギリス・ロンドン出身の俳優。

## 人物
マックスはロンドン生まれだが、幼い頃から父親の仕事上モスクワ（ロシア）とワルシャワ（ポーランド）で育ち、現地の小学校へ通う。2003年にイギリスに帰る頃にはロシア語をマスターしており、そのバイリンガルが2007年（※日本公開は2008年1月）の『Mr.ビーン カンヌで大迷惑?!』の出演につながった。
前衛芸術運動や写真に興味を持っており、特技はドラムの演奏。

## 出演作品
- Mr.ビーン カンヌで大迷惑?!（2007年）ステファン役
- Rome (2007) Caesarion役
- Sadie J (2012年) Jazper役
- ロード・オブ・ザ・リング:力の指輪 The Lord of the Rings: The Rings of Power (2022) イシルドゥル役